# Nomad's Land (album)
 (mars 2021).
Si vous disposez d'ouvrages ou d'articles de référence ou si vous connaissez des sites web de qualité traitant du thème abordé ici, merci de compléter l'article en donnant les références utiles à sa vérifiabilité et en les liant à la section « Notes et références ».
Nomad's Land est le cinquième album studio de Sixun, enregistré et mixé en octobre et novembre 1992 par James Farber au Studio Plus XXX, à Paris. Il est sorti sur le label Polygram.
Jean-Pierre Como s'inspire de la musique de Madagascar, en particulier du salegy, et le groupe rend hommage à James Brown avec le titre James machine en référence à Sex Machine.

## Titres
1. Malagasi (Jean-Pierre Como) - 5:06
2. Ali Gogo (Michel Alibo) - 5:18
3. Parakali (Louis Winsberg) - 6:28
4. Djou Djou (Paco Sery) - 6:01
5. Kinaree (Alain Debiossat) - 6:58
6. James Machine (Jean-Pierre Como) - 5:46
7. Grand Fabrice (Michel Alibo) - 4:00
8. Planète Lee (Jean-Pierre Como) - 7:06
9. The Night and the Mosquitos (Louis Winsberg) - 5:21
10. Tooklao (Alain Debiossat) - 5:38
11. Sanza Univers (Paco Sery) - 5:36

- Chants et chœurs femmes : Assitan Dembele, Esther Dobong'na, Laika Fatien, Isabelle Gonzales, Bessy Gordon, Aura Lewis, Pascale Mason, Nadja, Sally Nyolo, Véronique Perrault, Cathy Renoir
- Chants et chœurs hommes : Olivier Ajavon, Bernard Bindie, Iba Cisse, Pascal Lokua, Willy Nfor
- Chants et chœurs enfants : Loan, Thi, Thuong, Natacha Tiebokin